# Epipemphigus marginalis
Epipemphigus marginalis är en insektsart. Epipemphigus marginalis ingår i släktet Epipemphigus och familjen långrörsbladlöss. Inga underarter finns listade i Catalogue of Life.